# Arboretum Střední lesnické školy v Hranicích

Arboretum Střední lesnické školy v Hranicích je arboretum o výměře 3,07 ha, které se nachází v Olomouckém kraji, poblíž obce Hranice (na Moravě). Na počátku 21. století je zde pěstováno přes 225 druhů dřevin.

## Historie
Lesnická škola byla původně umístěna od roku 1852 v Úsově, a až roku 1896 byla přestěhována Hranic, a v tom období bylo vybudováno arboretum pro výuku žáků školy. Původní projekt vypracoval zahradní architekt František Thomayer (1856–1938).
Během 2. sv. války bylo arboretum silně poškozeno. Česká škola byla uzavřena, profesoři a žáci odešli do Přerova a na školu nastoupili profesoři němečtí. Školky byly zrušeny, nejkrásnější část parku na nařízení německého vedení zničena. Stromy a keře vytrhány ze země, a na hromadě polity benzínem a zapáleny. Na místě bylo vybudováno cvičiště a záhony se zeleninou a bramborami. Vytrhány a zničeny byly jmenovky, stromy v arboretu byly poškozeny, zrušeno bylo rozárium, květinové záhony a některé úpravy.
Za zřejmě největší škody v arboretu nezpůsobené lidmi jsou považovány následky větrné smrště 9. března 1990.

## Poloha
Arboretum leží v nadmořské výšce 263 m nad mořem, avšak je uváděna i výška 250–260 m nad mořem a zaujímá plochu 3,07 ha. Nachází se v ČR, na Severní Moravě.

## Úpravy
Projekt arboreta vypracoval zahradní architekt František Thomayer, avšak během okupace a následných let došlo k výrazným úpravám.

## Prvky
V parku se v roce 1977 nacházely tyto prvky: alpinum (skalka), sad, zahrada, obytný dům, budova školy. V 21. století je zde připraven projekt „Naučná botanicko-geologická skalka“,

### Dřeviny
V arboretu byly původně ukázky nejen domácích dřevin, ale i bohatá sbírka exotických druhů. Exotických druhů však byly během zim v letech 1928 – 1929 zdecimovány mrazem. V 21. století je přibližně polovina druhů domácích dřevin.
Na konci 20. století zde bylo pěstováno asi 210 taxonů dřevin, zdroje na počátku 21. století zmiňují 105 rodů, přes 225 druhů dřevin – 65 druhů jehličnanů, celkem 450 exemplářů a 160 druhů listnatých dřevin, celkem 600 exemplářů.

## Využití
Arboretum plní funkci výchovnou, didaktickou a osvětovou.